# Mecistocephalus merkarensis
Mecistocephalus merkarensis är en mångfotingart som beskrevs av Bonato och Minelli 2004. Mecistocephalus merkarensis ingår i släktet Mecistocephalus och familjen storhuvudjordkrypare. Inga underarter finns listade i Catalogue of Life.